# Jacinto Rey
Jacinto Rey (* 23. Februar 1972 in Vigo) ist ein spanischer Schriftsteller.

## Leben
Jacinto Rey hat in Spanien und England Betriebswirtschaft studiert und in den letzten Jahren für Großkonzerne in Deutschland und der Schweiz gearbeitet. Von 1998 bis 2007 wohnte er im Großraum Stuttgart. Mehrsprachig und reisefreudig lebt er seit 2007 in Frankreich.
Sein erstes Buch, El Cirujano de las Indias (Der westindische Chirurg), im Jahr 2007 erschienen, stellt die Widersprüche der spanischen Kolonisation Amerikas dar. Im Jahr 2009 gab Jacinto Rey sein Debüt als Krimischriftsteller mit El último cliente (Der letzte Kunde). Das Buch eröffnet die Reihe um die Amsterdamer Kommissarin Cristina Molen. Der Folgeband mit dem Titel El hombre de El Cairo (Der Mann aus Kairo) erschien 2011.

## Publikationen
Romane 
- El cirujano de Las Indias (Der westindische Chirurg). Ediciones El Andén, 2007, ISBN 978-84-935758-3-0.
- El último cliente (Der letzte Kunde). Editorial Viceversa, 2009, ISBN 978-84-937109-1-0.
- El hombre de El Cairo (Der Mann aus Kairo). Editorial Viceversa, 2011, ISBN 978-84-92819-47-8.

Kurzgeschichte
- El pintor de La Habana y otros relatos.

Gedichtbücher 
- El pájaro alunado.